# Мик Томпсън
Мик Томпсън (на английски: Mick Thomson), роден на 3 ноември 1973 г. е соло китарист в американската деветчленна ню метъл група Слипнот. Също така познат като #7 в групата. Преди Слипнот той е бил член на Bodypit заедно с Андерс Колфесини, Дони Стийл и басиста #2 Пол Грей, с когото свирят заедно до смъртта му през 2010 г.